# Allobates sanmartini
Allobates sanmartini is een kikkersoort uit de familie van de Aromobatidae. De wetenschappelijke naam van de soort is voor het eerst geldig gepubliceerd in 1986 door Juan Arturo Rivero, José Antonio Langone Fernández en Carlos M. Prigioni.
Deze soort leeft endemisch in Venezuela en is slechts van een enkele plek bekend. Allobates sanmartini leeft in het regenwoud. De vrouwtjes leggen waarschijnlijk hun eieren in de grond, en mannetjes vervoeren vervolgens die eieren naar water, waar de dieren verder ontwikkelen.